# Aphelonema orbiculata
Aphelonema orbiculata är en insektsart som beskrevs av Ball 1935. Aphelonema orbiculata ingår i släktet Aphelonema och familjen Caliscelidae. Inga underarter finns listade i Catalogue of Life.